# François Gir
Pour les articles homonymes, voir Gir et Girard.
François Gir est un réalisateur français, né le 13 mars 1920 à Paris (18e) et mort le 12 décembre 2003  à Pontoise.

## Biographie
François Pierre Girard naît le 13 mars 1920 au 24 boulevard de Clichy dans le 18e arrondissement de Paris. Sa mère est la comédienne Jeanne Fusier-Gir (1885-1973), son père, le peintre Charles Girard dit Charles Gir (1883-1941).

### Carrière
Il commence sa carrière à la fin des années 1940 en tant qu'assistant-réalisateur de Sacha Guitry, avec lequel il tourne six films. Il collabore aussi avec Marcel Pagnol, Fernandel et Jean-Pierre Melville.
Il réalise son unique film au cinéma en 1959, Mon pote le gitan, avec Louis de Funès.
À partir de 1954, il entame une carrière de réalisateur de télévision avant de s'y consacrer exclusivement à partir des années 1960.

### Mort
François Gir meurt à Pontoise le 12 décembre 2003 à l'âge de 83 ans. Il est enterré au cimetière de Grisy-les-Plâtres auprès de ses parents.

### Vie privée
François Gir entame une liaison avec Marie de Funès (1907-1993), sœur de Louis de Funès, à la fin des années 1940. Il adopte et élève ses deux enfants, Charles (né le 9 avril 1942) et Isabelle (née le 27 juillet 1944), avant de l'épouser en 1952. Le couple divorce le 10 avril 1978.
Il épouse en secondes noces, le 27 octobre 1978 à Lille, Daniela Angèle Marie Balassi (1938-2020),.

## Filmographie

### Cinéma
- 1948 : Le Diable boiteux de Sacha Guitry - en tant qu'assistant-réalisateur
- 1949 : Toâ de Sacha Guitry - en tant qu'assistant-réalisateur
- 1950 : Le Trésor de Cantenac de Sacha Guitry - en tant qu'assistant-réalisateur
- 1951 : Topaze de Marcel Pagnol - en tant qu'assistant-réalisateur
- 1951 : La Poison de Sacha Guitry - en tant qu'assistant-réalisateur
- 1951 : Adhémar ou le Jouet de la fatalité de Fernandel - en tant qu'assistant-réalisateur
- 1952 : La Putain respectueuse de Charles Brabant et Marcello Pagliero - en tant qu'assistant-réalisateur
- 1952 : La Vie d'un honnête homme de Sacha Guitry - en tant qu'assistant-réalisateur
- 1953 : Si Versailles m'était conté… de Sacha Guitry - en tant qu'assistant-réalisateur
- 1955 : Bob le flambeur de Jean-Pierre Melville - en tant qu'assistant-réalisateur
- 1959 : Mon pote le gitan - également scénariste

### Télévision
- 1956 : En direct du pays où naquit Véronique
- 1957 : C'était un gentleman
- 1960 : Le Barbier de Séville
- 1961 : La Farce du château, réalisateur[5]
- 1961 : Les Mentons bleus
- 1961 : L'Éventail de Lady Windermere
- 1961 : Première de face
- 1962 : La Dame aux camélias
- 1962 : Le Joueur
- 1963 : La Rabouilleuse
- 1963 : Quelques pas dans les nuages
- 1964 : Le Médecin malgré lui
- 1964 : Valentin le Désossé
- 1966 : Gerfaut (série télévisée)
- 1966 : La 99e minute
- 1967 : À Saint-Lazare
- 1968 : La Dame fantôme
- 1971 : Le Bouton de rose
- 1972 : Joyeux Chagrins
- 1973 : La Maîtresse
- 1974 : Malicroix
- 1974 : La Veuve d'après une nouvelle de Marcel Haedrich
- 1977 : Deux auteurs en folie (série télévisée)
- 1981 : Les Amours des années folles, épisode La Messagère